# Dumitru Șchiopu
Dumitru Șchiopu (ur. 20 września 1959) – były rumuński pięściarz, uczestnik Letnich Igrzysk Olimpijskich w 1980 roku w Moskwie.

## Igrzyska Olimpijskie
Dumitru Șchiopu wystąpił na Igrzyskach Olimpijskich w Moskwie w 1980, w wadze papierowej. W tych zawodach wygrał dwa razy z Adelem Hammoude, reprezentującym Syrię, którego znokautował oraz Antti Juntumaa z Finlandii. W ćwierćfinale przegrał z reprezentantem Koreańskiej Republiki Ludowo-Demokratycznej, Lee Byong-uk.